# معركة لوتسن (1813)

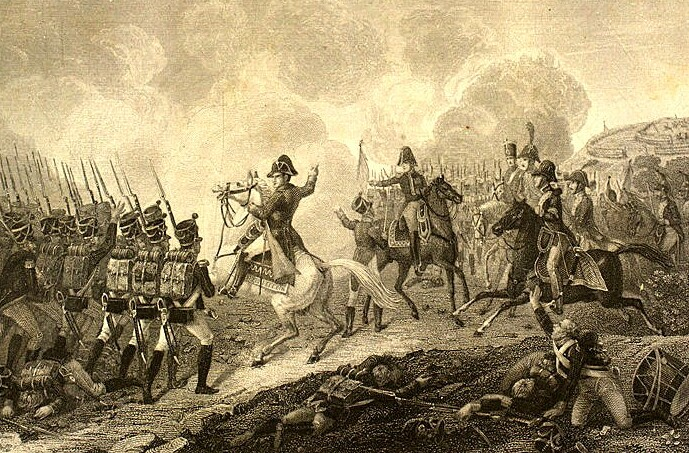
معركة لوتزن ، برشية أندريا فليشمان.

معركة لوتسن (بالألمانية: Schlacht von Großgörschen)‏، في هذه المعركة أوقف نابليون الأول من فرنسا تقدم التحالف السادس بعد الغزو الفرنسي لروسيا والخسائر الفرنسية الهائلة في الحملة. هاجم القائد الروسي، الأمير بيتر فيتغنشتاين، الجناح اليميني الفرنسي بالقرب من لوتسن، ساكسونيا أنهالت، ألمانيا، وذلك في محاولة لمنع نابليون من الاستيلاء على لايبزيغ. بعد يوم من القتال العنيف، تراجعت القوة المشتركة البروسية والروسية. ولكن بسبب الخسائر الفرنسية ونقص سلاح الفرسان الفرنسي، لم يتمكن نابليون من ملاحقتهم.

## المقدمة
بعد كارثة الغزو الفرنسي لروسيا عام 1812، تشكل تحالف جديد ضد فرنسا يتكون من بريطانيا والسويد وبروسيا وروسيا. رداً على ذلك، جمع نابليون جيشًا قوامه ما يزيد قليلاً عن 200000 رجل على عجل، وشمل جيشه مجندين عديمي الخبرة، وقوات من إسبانيا وكتائب حاميات، لكنه كان يعاني من نقص شديد في الخيول (نتيجة للغزو الروسي، إذ مات معظم جنوده القدماء وخيولهم). بعدها عَبر نهر الراين إلى ألمانيا ليرتبط ببقايا الجيش الكبير القديم تحت قيادة الأمير يوجين دو بوارنيه، ولهزيمة هذا التحالف الجديد بسرعة قبل أن يصبح قويًا للغاية.
في 30 أبريل عبر نابليون نهر زاله، متقدمًا نحو لايبزيغ من الغرب والجنوب الغربي ضمن ثلاثة أرتال بقيادة الفيلق الخامس يقوده الجنرال جاك لوريستون. وقد كانت نيته أن يشق طريقه إلى الخطوط الداخلية للتحالف، ويقسم قواتهم ويهزمهم بشكل كامل قبل أن يتمكنوا من الاندماج. ولكن نظرًا لقلة الفرسان والاستطلاع الخاطئ، لم يكن نابليون على دراية بالجيش الروسي البروسي تحت قيادة فيتغنشتاين والجراف (الكونت) فون بلوخر مع التركيز على جانبه الأيمن إلى الجنوب الشرقي. أفاد الكشافة البروسية أن الجيش الفرنسي كان ممتدًا بين ناومبيرغ ولايبزيغ. كانت خطة فيتغنشتاين هي الهجوم على لوتسن وتقسيم قوات نابليون إلى قسمين. وكان يأمل بإلحاق خسائر جسيمة بنابليون وتحقيق نصر يمكن استخدامه لضم النمسا إلى التحالف. وعشية المعركة، قُتل أحد مارشالات نابليون، جان بابتيست بيسيير، بقذيفة مدفع طائشة بينما كان يستكشف بالقرب من ريباخ.
كان من المقرر أن يقود الفيلق الثالث تحت إمرة المارشال ميشال نيي الجناح الأيمن حول لوتسن لدعم القوات التي تسير نحو لايبزيغ وأخذهم على حين غرة. تألف الفيلق الثالث من خمسة فرق مشاة ولواء سلاح فرسان. وكانت ثلاثة من هذه الأقسام موجودة حول لوتسن، وقسم واحد في أربع قرى إلى الجنوب الشرقي (كاجا، وكلين غورشن، وغروس غورشن، ورانا)، وقسم واحد على بعد ميل إلى الغرب من هذه في شتارزيدل. وكان الفيلق السادس الفرنسي بقيادة المارشال مارمونت في ريباخ إلى الغرب، وكان الفيلق الرابع بقيادة برتراند جنوب فايسنفلس (Weißenfels) حيث كان الحرس الإمبراطوري موجودًا أيضًا. وكان فيلق ماكدونالد الحادي عشر وفيلق الفرسان الأول متمركزين في شمال لوتسن.